# Ordem do Mérito Cultural
La Ordem do Mérito Cultural (OMC) (en español: "Orden del Mérito Cultural") es una orden honorífica concedida a personalidades brasileñas y extranjeras para reconocer sus contribuciones a la cultura de Brasil.

## Características

### Grados
- Gran Cruz
- Comendador
- Caballero

### Insignia
Es una cruz de Santiago esmaltada en blanco y perfilada en oro. En el centro hay un libro abierto tallado en oro sobre una corona de laurel rodeada de la leyenda "ORDEM DO MÉRITO CULTURAL".
Gran Cruz
Cinta de grosgrain de seda en color morado, con la insignia colgando del lazo. Placa con brillantes dorados bajo la insignia.
Comandante
Cinta media de grosgrain de seda de color morado, con la insignia colgando en el centro.
Caballero
Cinta estrecha de grosgrain de seda de color morado, con la insignia colgando del extremo de la punta.
| Barras de cinta | Barras de cinta | Barras de cinta |
| --------------- | --------------- | --------------- |
| Caballero       | Comendador      | Gran Cruz       |

## Historia

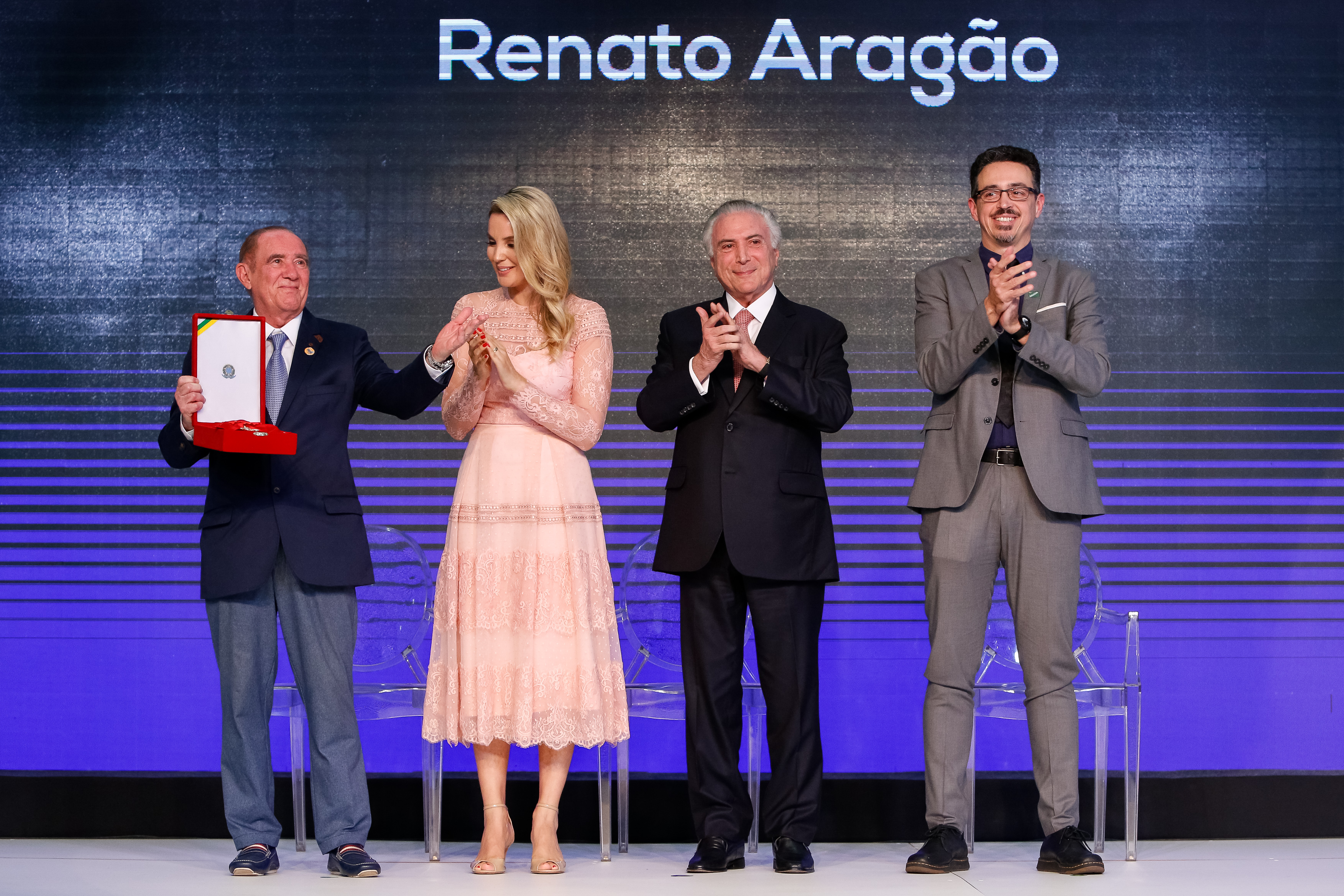
Renato Aragão recibiendo la Orden del Mérito Cultural en 2017.

Fue instituida por el artículo 34 de la ley Nº 8,313 del 23 de diciembre de 1991 y por el decreto Nº 1,711 del 22 de noviembre de 1995 del presidente Fernando Henrique Cardoso. La insignia se concederá normalmente el 5 de noviembre de cada año, cuando se celebra el Día Nacional de la Cultura. Dejó de entregarse durante el gobierno de Jair Bolsonaro, en 2019, volviendo durante el segundo gobierno de Lula da Silva en 2025.

## Miembros de la Orden
- Gran Maestre - Presidente de la República de Brasil
- Consejo de la Orden
  - Canciller - Ministro de Cultura
  - Ministro de Relaciones Exteriores
  - Ministerio de Educación
  - Ministerio de Ciencia, Tecnología e Innovación

### Comité Técnico
Estará formado por personalidades de reconocido prestigio en el ámbito cultural y artístico, con un total no superior a cinco miembros, todos ellos nombrados por el canciller, con un mandato no superior a dos años.

## Admisión o promoción
La admisión y promoción (tras un mínimo de dos años) de los miembros de la Orden se realiza por decreto presidencial, tras la valoración de los méritos por parte de la Comisión Técnica y el Consejo de la Orden, y puede concederse post-mortem; en este caso, son recibidos por sus descendientes directos.